# Iliá Kutépov
Iliá Olégovich Kutépov (en ruso: Илья Олегович Кутепов 28 de julio de 1993) es un futbolista ruso que juega de defensa y se encuentra sin equipo tras abandonar el F. C. Veles Moscú.
Hizo su debut en la Liga Premier de Rusia el 10 de diciembre de 2012 jugando para el F. C. Spartak de Moscú en un partido frente al F. C. Rubin Kazán.

## Trayectoria
Iliá Kutépov se formó en la Konoplev Football Academy y la Togliatti Academy, hasta que en 2012 recaló en las filas del FC Spartak Moscow. Primero formó parte del equipo de reservas, pero pronto dio el salto al FC Spartak-2 Moscow. En 2012 y de la mano de Unai Emery fue convocado a otros cuatro partidos de Russian Premier League, además del encuentro contra el FC Rubin Kazan donde ingresó para jugar un minuto, y frente al Fenerbahçe Spor Kulübü en la fase clasificatoria de UEFA Champions League. No obstante, con la llegada de Valeri Karpin y la salida de Unai Emery, el central ruso no volvió a entrar en una convocatoria con el primer equipo. En la temporada 14-15 ascendió de la División 2-Oeste a la División 1 (Equivalente a la segunda división). Esa temporada no tuvo apenas participación con el primer equipo, a excepción de 6 minutos disputados frente al Smena Komsomolsk-na-Amure en la Copa de Rusia y una convocatoria (no jugó) frente al FC Amkar Perm. 
Fue en la 14-15 donde Iliá Kutépov llamó la atención de los medios y, como no, de Dmitri Alenichev, el entrenador del primer equipo. Con el segundo equipo disputó una totalidad de 24 partidos, donde jugó los 90 minutos en todos ellos, viendo cuatro tarjetas amarillas. 10 fueron los encuentros disputados por Kutépov con el primer equipo, destacando las últimas cinco jornadas de liga, pues fue titular y completó el 100% de los minutos. La temporada 16-17 arrancó como terminó la anterior, y, tras 14 jornadas acumulando el 100% de los minutos, se ha convirtió en el jugador que más minutos había disputado del Spartak.

## Selección nacional
Iliá fue llamado a la selección absoluta de Rusia en agosto de 2016 para los partidos frente a Turquía y Ghana. Él hizo su debut frente a la selección de Costa Rica en un amistoso el pasado 9 de octubre, donde disputó los 90 minutos. Desde entonces ha jugado otros dos partidos más, y también disputó la totalidad de ambos partidos, frente a Catar el 10 de noviembre, y frente a Rumanía el día 15 de ese mismo mes.
En la Copa Mundial de Fútbol de 2018 disputada en Rusia jugó como titular. Consiguieron llegar hasta los cuartos de final.

## Palmarés

### Títulos nacionales
| Título                | Club                   | País  | Año  |
| --------------------- | ---------------------- | ----- | ---- |
| Liga Premier de Rusia | F. C. Spartak de Moscú | Rusia | 2017 |
| Supercopa de Rusia    | F. C. Spartak de Moscú | Rusia | 2017 |
| Copa de Rusia         | F. C. Spartak de Moscú | Rusia | 2022 |